# Маунт-Карролл (Іллінойс)
Маунт-Карролл (англ. Mount Carroll) — місто (англ. city) в США, в окрузі Керролл штату Іллінойс. Населення — 1479 осіб (2020).

## Географія
Маунт-Карролл розташований за координатами 42°5′41″ пн. ш. 89°58′37″ зх. д. / 42.09472° пн. ш. 89.97694° зх. д. (42.094710, -89.976949).  За даними Бюро перепису населення США в 2010 році місто мало площу 5,22 км², уся площа — суходіл.

## Демографія
Згідно з переписом 2010 року, у місті мешкало 1717 осіб у 719 домогосподарствах у складі 448 родин. Густота населення становила 329 осіб/км².  Було 834 помешкання (160/км²).
Расовий склад населення:
| - 98,1 % — білих - 0,6 % — азіатів - 0,2 % — чорних або афроамериканців - 0,1 % — корінних американців |

До двох чи більше рас належало 0,9 %. Частка іспаномовних становила 2,7 % від усіх жителів.
За віковим діапазоном населення розподілялося таким чином: 20,7 % — особи молодші 18 років, 55,5 % — особи у віці 18—64 років, 23,8 % — особи у віці 65 років та старші. Медіана віку мешканця становила 46,7 року. На 100 осіб жіночої статі у місті припадало 89,7 чоловіків;  на 100 жінок у віці від 18 років та старших — 86,6 чоловіків також старших 18 років.
Середній дохід на одне домашнє господарство  становив 57 889 доларів США (медіана — 39 870), а середній дохід на одну сім'ю — 73 891 долар (медіана — 54 821). Медіана доходів становила 50 658 доларів для чоловіків та 32 279 доларів для жінок. За межею бідності перебувало 11,0 % осіб, у тому числі 9,1 % дітей у віці до 18 років та 11,1 % осіб у віці 65 років та старших.
Цивільне працевлаштоване населення становило 705 осіб. Основні галузі зайнятості: освіта, охорона здоров'я та соціальна допомога — 27,0 %, виробництво — 21,7 %, роздрібна торгівля — 11,6 %, будівництво — 8,7 %.